# Перчем
Перче́м (Перче́м-Кая́, Перче́м-Оба́; укр. Перчем, крымскотат. Perçem, Перчем) — горный массив в Крыму, ограничивающий с запада Судакскую долину. Массив вытянут с северо-востока на юго-запад. Имеет главную (576,7 м) и несколько менее высоких куполообразных пологих вершин. С 1972 года в СССР, на Украине, а позже и в России северо-восточный склон массива имеет статус особо охраняемой природной территории — Парк-памятник садово-паркового искусства регионального значения Республики Крым «Лесопарк Перчем».

## Этимология
«Перчем» в переводе с крымскотатарского языка означает «чуб», «чёлка». Вершины массива и в настоящее имеют лесистый покров (на вершине и южных отрогах шибляк) со степными прогалинами на вершине. Слова «къая» и «оба» переводятся как «скала» и «холм», «бугор» соответственно.

## Геология и география
Горы Судака и Нового Света сложены крепкими известняками органического происхождения. Это жившие колониями кораллы, губки, мшанки и выделявшие известь водоросли. Они обитали в прогретом с чистой водой море на глубине не более 40—50 м. Кораллы извлекали кальций из морской воды, отмирали, на них развивалось новое поколение, так на мелководье вокруг островов образовались скалистые поднятия-отмели. Такие рифы были в позднеюрскую эпоху на месте нынешнего Судака и Нового Света 130—150 млн лет тому назад. Затем они были перекрыты глинами и после того, как воды океана Тетис отступили от зачатка Крымских гор, покрывающие глины эрозировали и массивы известняков оказались на дневной поверхности в виде изолированных гор. Они встречаются в Главной гряде от мыса Айя на западе до Чатыр-Дага и Караби-яйлы на востоке. Это остатки крупного барьерного рифа на северной окраине океана Тетис. Рифы Судака и Нового Света по своей выразительности остаются непревзойденными и этот участок Южного берега Крыма следует считать «заповедником ископаемых рифов».
Образование гор Судака и Нового Света объясняет особые свойства местных известняков. В пористом рифе промываемом водой, растворялся углекислый кальций скелетов рифостроителей и отлагался в пустотах, упрочняя кораллово-водорослевую постройку. Ввиду этого ископаемые рифы состоят не из рыхлых структур, а преобразованы в крепкие мраморизованные известняки. Они легко полируются до блеска, а причудливой формы окаменелости и сростки кристаллов кальцита используются как красивый декоративный камень. Важная особенность рифовых массивов состоит в том, что они образовались впоследствии опускающихся участках морского дна. По этой причине мощность рифовых массивов достигает многих сотен метров (например, горы Сокол 300—350 м), что во много раз больше глубины обитания рифа. Мощные рифы образовались если скорость опускания морского дна длительное время примерно соответствовала скорости роста рифа. На южных склонах имеются выходы интрузивных тел — дайки. Позднее массив подвергся эрозии, однако карстовые процессы тут слабее, чем в других районах.

Массив Перчем-Оба, вид с востока с горы Лысая. Вершина 571.6 вторая справа, 576.7 (частично безлесная) третья справа, кажется ниже из-за удаления, ещё левее выглядывает вершина горы Куш-Кая (Сокол), крайняя слева низкая Палвани-Оба (Болван).

Массив представляет собой поднятие с главной вершиной (576.7 м) и несколько меньшей северо-восточной вершиной (571.6 м) между которыми находится пологая седловина. От гор Сыхт-Лар на юго-западе и Каламат-Кая на севере Перчем отделён довольно глубокими долинами, на севере от массива по долине в настоящее время проходит дорога Алушта — Судак — Феодосия. В России она имеет обозначение 35К-005, на Украине — P-29. Эрозионные процессы также отделили от Перчема древние рифы Сокол и Крепостная на юге. Отроги массива Перчем изрезаны глубокими оврагами без постоянных водотоков.
У восточного подножия горы Перчем, на границе виноградников ГП Судак, находится серный источник. Вода сульфатно-гидрокарбонатно-натриевая с минерализацией от 0,82 до 0,93 г/л, со значительным содержанием сероводорода, примесями йода, брома и других микроэлементов. Вода издавна известна целебными свойствами. В 1830 году А. Боде писал, что «… источник мог бы доставить многим больным великое облегчение». В 1834 году Шарль Монтандон на страницах первого путеводителя по Крыму отметил, что сюда приходят издалека и «… лечение часто дает положительные результаты». В настоящее время из каптажа вода серного источника поступает в ТОК «Судак» для лечебных целей.

## История
П. С. Паллас в конце XVIII века застал у западных отрогов на Перчеме ещё действующие каменоломни, из добываемого плотного песчаника изготавливались мельничные жернова, другие изделия.
В 1927 году в Судаке работала экспедиция под руководством академика Ю. В. Готье. Проводились археологические исследования Судакской крепости, а также разведки многочисленных археологических памятников в Судакской долине и на склонах близлежащих гор. А. Фоминым впервые были обнаружены развалины храма на южном склоне горы Перчем.
Дальнейшие исследования проходили в 1993—1994 годах. Монастырь под южным склоном вершин Перчем и Лысая сохранился относительно лучше других обителей Судакской долины. Общая площадь достигала 215 кв. метров. Монастырский комплекс состоял из храма, внутреннего хозяйственного дворика и жилого помещения — кельи, которая одновременно служила и трапезной. Перед входом в храм археологи обнаружили несколько погребений. Здание храма является двухапсидной постройкой с входным залом на его западном фасаде, стиль постройки свидетельствует о том, что византийцы могли опираться на архитектурные традиции армян. В XIII—XIV веках храм перестраивали, в строительных остатках прослеживаются следы перестройки, последовавшей вслед за пожаром, который уничтожил почти до основания первоначальное сооружение. Возникший в VIII веке, монастырь был покинут в XV веке, вероятно в связи с турецким нашествием 1475 года и медленно разрушался на протяжении последующих столетий. При раскопках в 1993 году рядом со входом в храм на стене была обнаружена фреска с живописной рамкой. Сохранился фрагмент надписи на фреске: «…воздвигнут от оснований храм святого великомученика и бессребреника Пантелеимона трудами …» Также была обнаружена надпись на штукатурке: «Господи, помоги Захарии, пресвитеру и … запечат…» Серьёзной проблемой является отсутствие консервации и охраны раскопанных фундаментов, которые интенсивно разрушаются.
Археолог В. Г. Тур по данным своих разведок упоминает ещё о минимум двух не раскопанных религиозных объектах на Перчеме.

#### Великая Отечественная война
В ходе обеспечения Судакского десанта 1942 года высаживались и мелкие тактические группы. 6 января 1942 года в Новом Свете был десантирован передовой отряд 226-го горно-стрелкового полка, который насчитывал 218 человек. Высадка состоялась с эсминца «Способный» у мыса Чеканный (Чеканын-Кая). Десантникам удалось беспрепятственно проникнуть в тыл противника. Командир и несколько бойцов погибли в Новом Свете при атаке на комендатуру. Остальные десантники ушли в лес на гору Перчем. Группа держала под наблюдением дорогу Алушта — Судак до прихода основных сил десанта, а потом получила смену и вернулась к Алчаку.
Немецкие и румынские войска держали на Перчеме пост наблюдения. В ходе боя за освобождение Судак, который начался в 5 часов утра 14 апреля 1944 года, лётчики 979-го истребительного авиационного полка утопили баржи с отступающими немцами и разбомбили артиллерийскую батарею на склоне горы Перчем. Передовой отряд и стрелковые части при поддержке танков ворвались в город Судак.

## Охранный статус

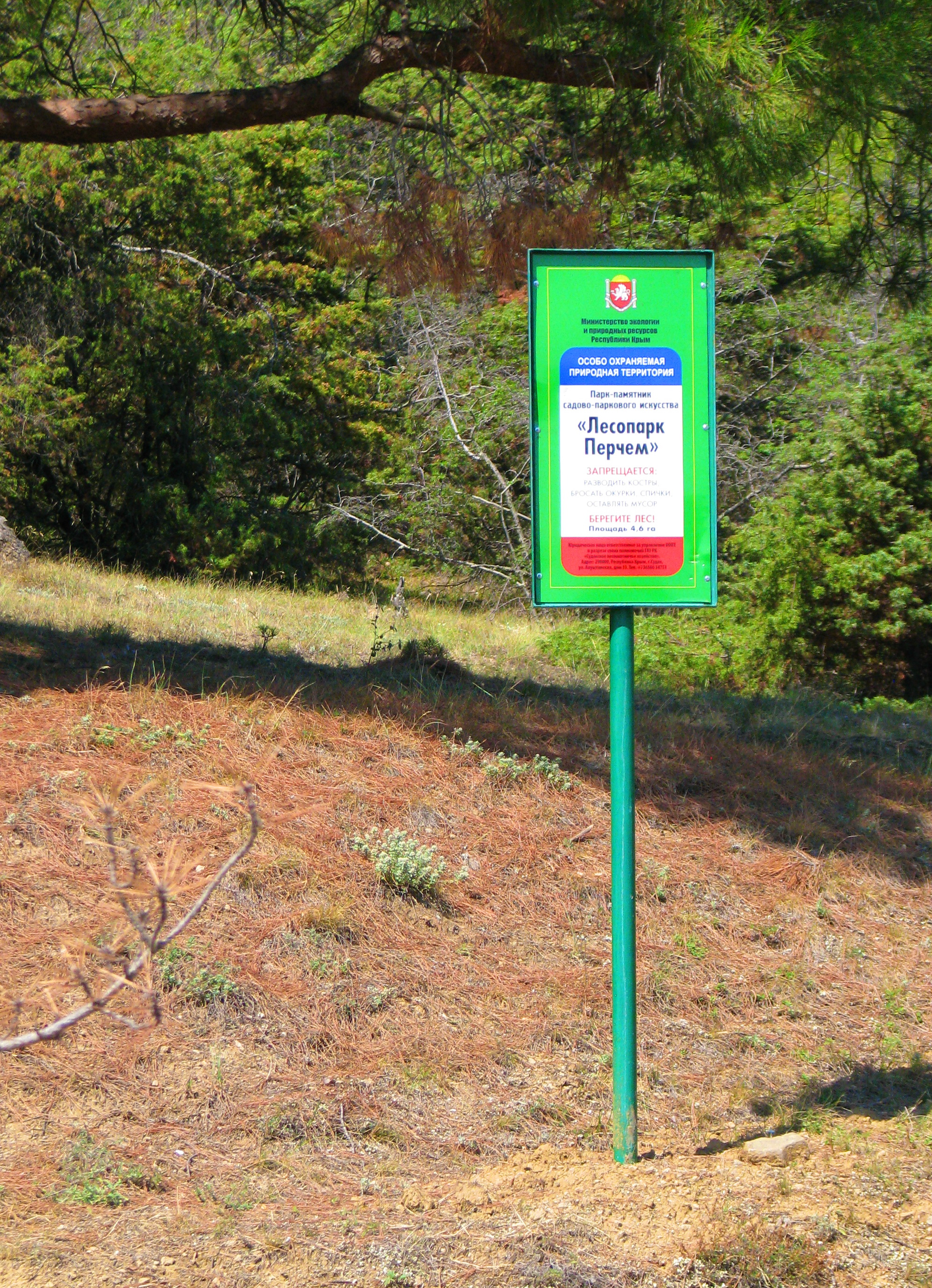
Охранная табличка Лесопарка Перчем

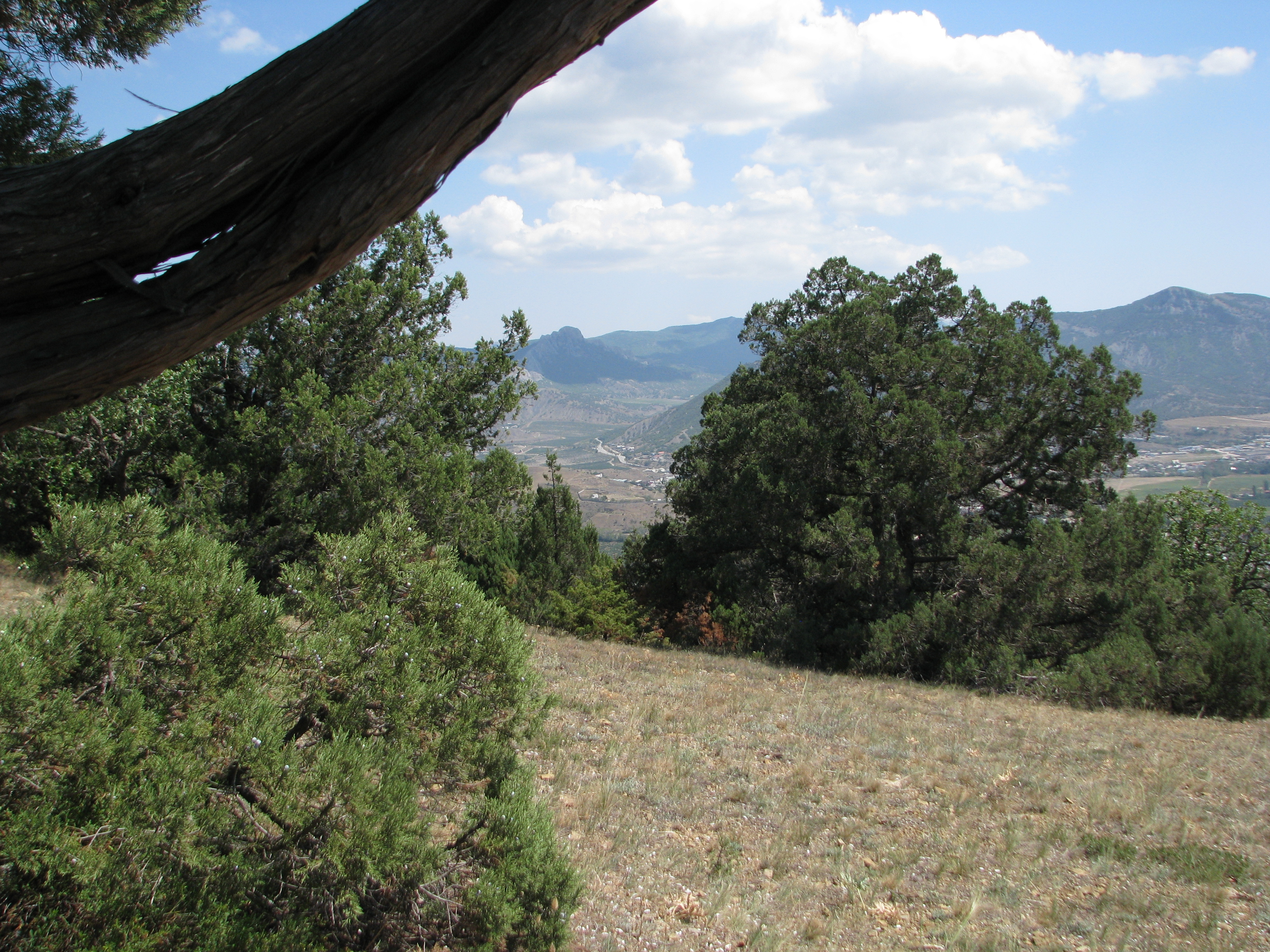
Можжевельник высокий (лат. Juniperus excelsa) на восточных склонах Перчема
Фото А. Трифонова

Часть массива Перчем входит в число особо охраняемых природных территорий России под названием Парк-памятник садово-паркового искусства регионального значения Республики Крым «Лесопарк Перчем». Первоначальное решение исполнительного комитета Крымского областного Совета народных депутатов от 01.12.1972 № 579 в дальнейшем неоднократно переутверждалось в УССР и на Украине, после Аннексии Крыма Российской Федерацией действует подтверждающий этот статус Приказ министерства экологии и природных ресурсов Республики Крым от 17 января 2019 года № 38. Парк-памятник расположен в северо-западной части города Судака на склоне горы Перчем-Кая. Общая площадь ООПТ составляет 4,6 га, выделен 1 охраняемый участок.
Охранными целями является сохранение насаждении ценных древесно-кустарниковых видов, занесённых в красные книги Российской Федерации и Республики Крым, в том числе сосны пицундской (Pinits pityusa Stev,), сосны крымской (Pinus palhsiana D. Don), можжевельника высокого (Jimiperus excelsa Bieb.), можжевельника колючего (Jimiperus oxycednis L.) и фисташки туполистной (Pistacia atlantica Desf). Также осуществляется содействие в проведении научно-исследовательской работы по изучению ценных природных лесопарковых ландшафтов, в эколого-просветительском воспитании населения, пропаганде охраны окружающей природной среды;рациональное использование лесопарка в эстетических, воспитательных, научных, природоохранных и оздоровительных целях.

## Гора в культуре
Хотя основной Меккой деятелей культуры начала XX века в восточном Крыму был волошинский Коктебель, Судак также привлекал творцов. Известно стихотворение «Судак» авторства Михаила Викторовича Помренинга (псевдоним Дионис), датированное 1929 годом, посвященное событиям гражданской войны в Крыму, но написанное в эстетике Серебряного века. «Холодный ветер с Перчема» — метафора революционных перемен. Большое количество его неопубликованных произведений сохранилось в архиве поэта Григория Петникова. Сейчас они находятся в Литературно-художественном музее Старого Крыма.

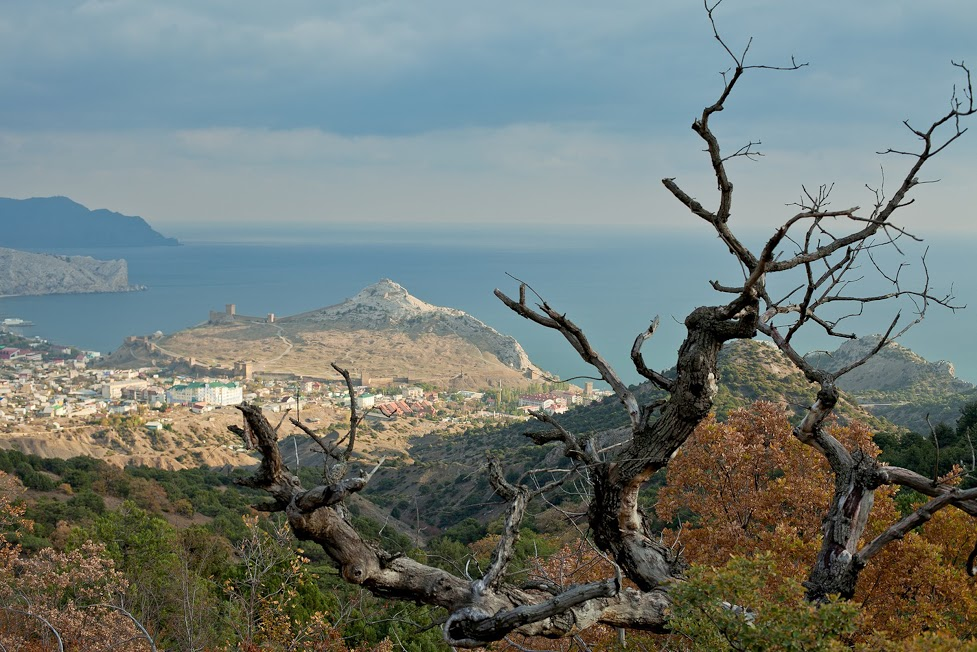
Южные отроги горы Перчем, на заднем плане гора Крепостная

С Перчема задувает. Прорвало?
Морская даль, как пенистая чаша.
В тачанках — осень, шашки наголо,
И рубятся в садах у Таракташа.
И звёздная тропа уже узка
Над изумрудной лампой маяка.
С Перчема задувает. Пеленой
Играет сельдь — и горизонт разорван,
И бредит штормом юное вино,
Хмелеющее ожиданьем шторма.
И на заре, гляди, проскочит мимо
Конь вороной разбойника Алима.
С Перчема задувает. Лай собак.
Холодная луна, начало свадеб.
Губной гармошкою распубликован Бах
Бессонницы, руин и скуки ради.
И надо мной бормочут до утра
Тугие половецкие ветра.
Борис Чичибабин упомянул Перчем в строках «Судакской элегии».

Который раз, не ведая зачем,
Я поднимался лесом на Перчем,
Где прах мечей в скупые недра вложен,
Где с высоты Георгия монах
Смотрел на горы в складках и тенях,
Что рисовал Максимильян Волошин…